# 黃尾平口石首魚
黃尾平口石首魚（學名：Leiostomus xanthurus）是一種細小的海魚。它們棲息在美國麻薩諸塞州至德克薩斯州的河口及海岸，鰓後就明顯的黑點。它們是平口石首魚屬下的唯一物種，經常成為休閒垂釣的對象及是一種美味。
黃尾平口石首魚主要吃有機碎屑、細小甲殼類及蠕蟲。吻沙蠶屬十分適合作為垂釣它們的魚餌。

## 生命周期
黃尾平口石首魚分佈在緬因州至佛羅里達州的大西洋河口及海岸，在切薩皮克灣南至南卡羅來納州最為豐富。它們會進行季軍遷徙，於春天進入海灣及河口，一直逗留到夏末或冬天才離開產卵。它們2-3歲就會成熟，長約7-8吋。它們最老可達6歲，平均壽命為4歲。它們會於冬天至初春在海洋產卵，魚苗會進入河口，利用低鹽度的潮溪成長為幼體。它們逐漸會進入較高鹽度的地區，並於水溫下降的冬天重回海洋。那些在北部的群落於秋天也會向南移。
黃尾平口石首魚在海底覓食，主要吃蠕蟲、細小甲殼類及軟體動物，也會吃有機物質。它們的天敵包括銀花鱸魚、犬牙石首魚、大西洋牙鮃、扁鰺及鯊魚。

## 管理
黃尾平口石首魚的壽命很短，每年的漁獵對它們有很大影響。但是有關其群落的資料不詳，難以確定是否過度漁獵。因此，有關其管理仍然較為疏鬆。

## 外部連結
- Froese, R. & Pauly, D. (eds.) (2006). Leiostomus xanthurus. FishBase. Version 2006-05.